# Prionispa pulchra
Prionispa pulchra là một loài bọ cánh cứng trong họ Chrysomelidae. Loài này được Gorham miêu tả khoa học năm 1892.